# Хиперборея
Хиперборея (хипер – отвъд, борей – северният вятър) според древногръцката митология е земя, далеч на север от Древна Гърция, близо до планината Урал. Това е една от малкото непознати земи за древните гърци и римляни. Плиний Стари и Херодот разказват, че хиперборейците живеят до 1000 години в пълно щастие. Според мита някога Аполон прекарвал зимата сред тях и държал отровните си стрели. От своя страна хиперборейците му изпращали дарове, обвити в слама, които първо достигали град Додона в Епир и оттам се предавали от хората, докато стигнат до храма на Аполон на остров Делос. Тезей и Персей също посещават Хиперборея.
В гръцки карти от времето на Александър Македонски Хиперборея се изобразява като полуостров или остров, намиращ се отвъд земите на днешна Франция.

## Ранни източници

### Херодот
Най-ранният запазен източник, който споменава подробно Хиперборея е книгата на Херодот – История (Книга IV, глава 32–36), която датира от ок. 450 г. пр.н.е. Въпреки това, Херодот записва по-рано три източника, които уж споменават хиперборейците, включително Хезиод и Омир, като последният се твърди, че е писал за Хиперборея в изгубеното си произведение Епигони. Херодот също пише, че поетът от 7–ми век пр.н.е. Аристей пише за хиперборейците в стихотворение (днес изгубено), наречено Аримаспея, за пътуване до иседоните, за които се смята, че са живели в казахските степи. Отвъд тях са живели еднооките аримаспийци, по-нататък грифоните, които пазели златото, а отвъд тях хиперборейците. Херодот предполага, че Хиперборея се намира някъде в Североизточна Азия.
Други гръцки автори от 5–ти век пр.н.е., като Симонид от Цеос и Хеланик от Лесбос, описват или споменават хиперборейците в своите произведения.

### Местоположение
Смятало се е, че хиперборейците живеят отвъд снежните Рифейски планини, като Павзаний описва местоположението като „Земята на хиперборейците, хора, живеещи отвъд дома на Борей.“ Омир поставя Борей в Тракия, и следователно Хиперборея е според негово мнение е разположена северно от Тракия, в Дакия. Други автори, които също поставят Борей в Тракия са Софокъл, Есхил, Симонид от Кеос и Калимах от Кирена. Други древни писатели обаче са смятали, че домът на Борей или Рифейските планини са на различно място. Например Хекатей от Милет вярвал, че Рифейските планини са в непосредствена близост до Черно море. Същевременно, Пиндар поставя дома на Борей, Рифейските планини и Хиперборея близо до река Дунав. За разлика от тях, Хераклид Понтийски и Антимах от Колофон свързват Рифейските планини с Алпите, а хиперборейците като келтско племе (вероятно хелвети), което живее точно отвъд тях. Аристотел поставя Рифейските планини на границите на Скития, а Хиперборея по̀ на север. Хекатей от Абдера и други автори вярват, че Хиперборея се е намирала на Британските острови. 
По-късно римски и гръцки източници продължават да променят местоположението на Рифейските планини, домът на Борей, както и Хиперборея, за която се предполага, че се намира отвъд тях. Въпреки това, всички тези източници приемат, че всички те са далеч на север от Гърция или Южна Европа. Древният граматик Симий от Родос през 3 век пр.н.е. свързва хиперборейците с масагетите и Посидоний през 1 век пр.н.е. със западните келти, но Помпоний Мела ги поставя още по̀ на север в околностите на Арктика.
В карти, базирани на справочни точки и описания, дадени от Страбон, Хиперборея, показана по различен начин като полуостров или остров, се намира отвъд днешната Франция и се простира по-далеч на север–юг, отколкото изток–запад. Други описания го поставят в района на планината Урал.